# Fikre Selassie Wogderess
Fikre Selassie Wogderess (amharisch ፍቅረ ሥላሴ ወግደረስ; * ca. 1945; † 12. Dezember 2020) war ein äthiopischer Politiker.
Er war vom 10. September 1987 bis zum 8. November 1989 erster Premierminister der Demokratischen Volksrepublik Äthiopien. Zudem war er Angehöriger der Gesamtäthiopischen Sozialistischen Bewegung. Er wurde später gemeinsam mit 22 anderen ehemaligen politischen Führern wegen Völkermord und Verbrechen gegen die Menschlichkeit angeklagt. Das Todesurteil wurde in eine Haftstrafe umgewandelt. Nach 20 Jahren wurde er aus dem Gefängnis entlassen.
Er starb nach schwerer Erkrankung im Dezember 2020.

## Publikationen
- Us and the Revolution. 2013, ISBN 978-1-59907-078-0.

- Me and the Revolution. 2019, ISBN 978-1-59-907804-5.